# Escala T
A escala T, é uma escala comumente usada para trens de brinquedo e ferromodelismo. 
A letra "T" foi escolhida para denominar a escala, em referência ao número Três ligado à bitola da pista de 3 mm.

## Características
Utilizando a relação 1:450, seu tamanho extremamente pequeno, é considerado um desafio para os hobbystas.
A escala T foi lançada na "Feira de Brinquedos de Tóquio" de 2006 pela KK Eishindo do Japão, e começou a ser comercializada em 2007. Ela é a menor escala de ferromodelismo comercializada no mundo. Desde meados de 2009, a Railway Shop (de Hong Kong) é o único fabricante licenciado. 
Os modelos da escala T são alimentados por baterias recarregáveis (com adaptadores de corrente alternada opcionais) com saída máxima de 4,5 V de corrente contínua. Para melhorar o aproveitamento e o esforço de tração, as locomotivas são equipadas com rodas magnéticas, e a pista possui trilhos de aço.

## Galeria
- Modelos do mesmo trem DSB MY: à frente o da escala T; e ao fundo, o da escala HO.
- Modelo do vagão Hankyu 9000 na escala T com um palito de fósforo para comparar o tamanho.
- Comparação de modelos nas escalas: TT, ZZ e T.